# Вьей-Тулуз
Вьей-Тулу́з (фр. Vieille-Toulouse, окс. Vièlha Tolosa) — коммуна во Франции, находится в регионе Юг — Пиренеи. Департамент — Верхняя Гаронна. Входит в состав кантона Кастане-Толозан. Округ коммуны — Тулуза.
Код INSEE коммуны — 31575.

## География
Коммуна расположена приблизительно в 600 км к югу от Парижа, в 9 км к югу от Тулузы.
На северо-западе коммуны протекает река Гаронна.

## Климат
Климат умеренно-океанический. Зима мягкая и снежная, весна характеризуется сильными дождями и грозами, лето сухое и жаркое, осень солнечная. Преобладают сильные юго-восточные и северо-западные ветры.

## Население
Население коммуны на 2010 год составляло 1120 человек.
| 1962 | 1968 | 1975 | 1982 | 1990 | 1999 | 2010 |
| ---- | ---- | ---- | ---- | ---- | ---- | ---- |
| 186  | 255  | 565  | 727  | 867  | 890  | 1120 |

## Администрация
| Период | Период | Фамилия         | Партия       | Примечания |
| ------ | ------ | --------------- | ------------ | ---------- |
| 1983   | 1995   | Фернан Буржа    |              |            |
| 1995   | 2001   | Жан-Клод Жоли   | беспартийный |            |
| 2001   | 2011   | Клод Мань       | беспартийный |            |
| 2011   | 2014   | Катрин Пальмато | беспартийная |            |
| 2014   | 2020   | Мирей Гарсия    | беспартийная |            |

## Экономика
В 2010 году среди 676 человек трудоспособного возраста (15—64 лет) 481 были экономически активными, 195 — неактивными (показатель активности — 71,2 %, в 1999 году было 59,3 %). Из 481 активных жителей работали 451 человек (246 мужчин и 205 женщин), безработных было 30 (13 мужчин и 17 женщин). Среди 195 неактивных 99 человек были учениками или студентами, 46 — пенсионерами, 50 были неактивными по другим причинам.

## Достопримечательности
- Церковь Св. Иоанна Крестителя (XIII век)

## Фотогалерея

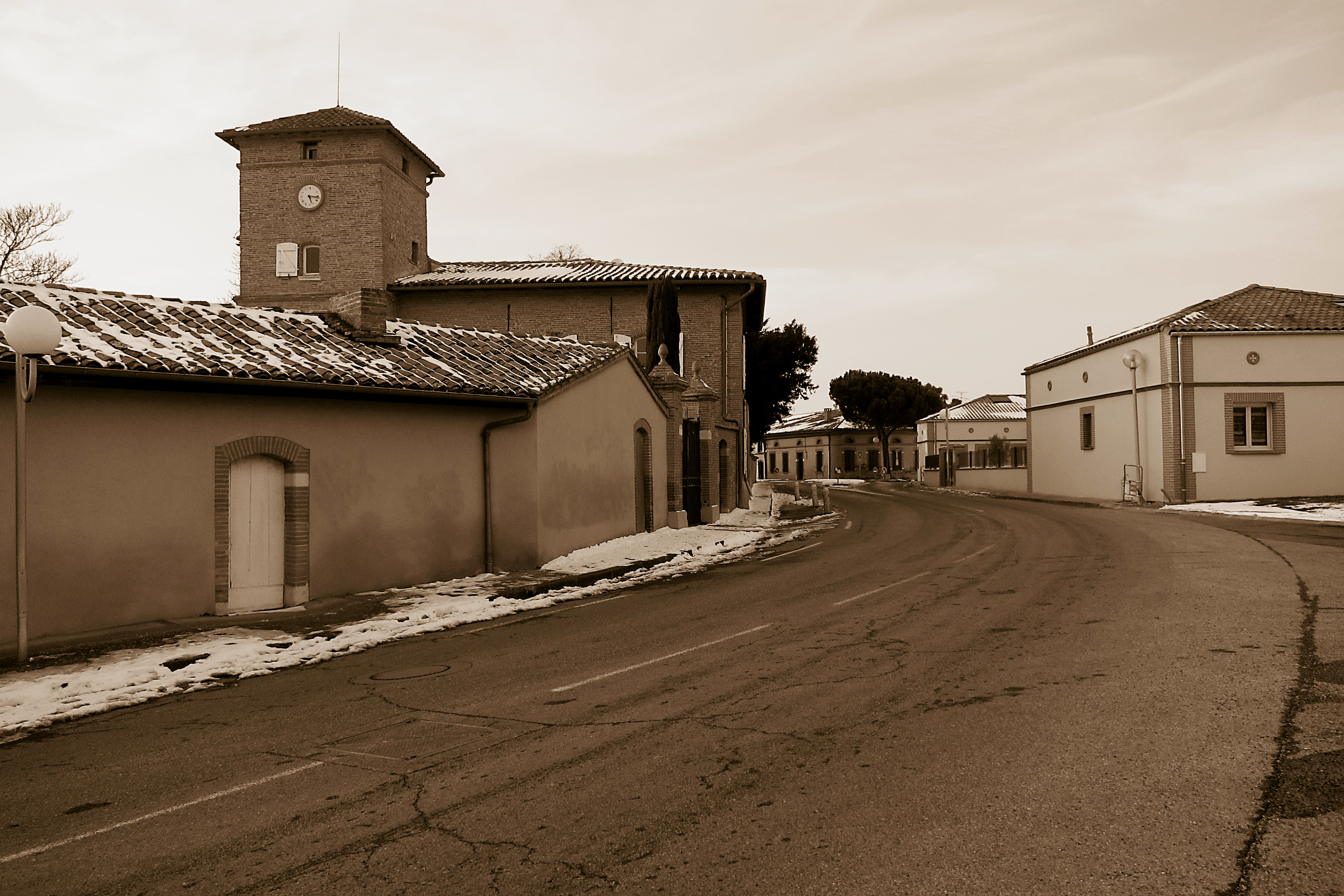
Вьей-Тулуз
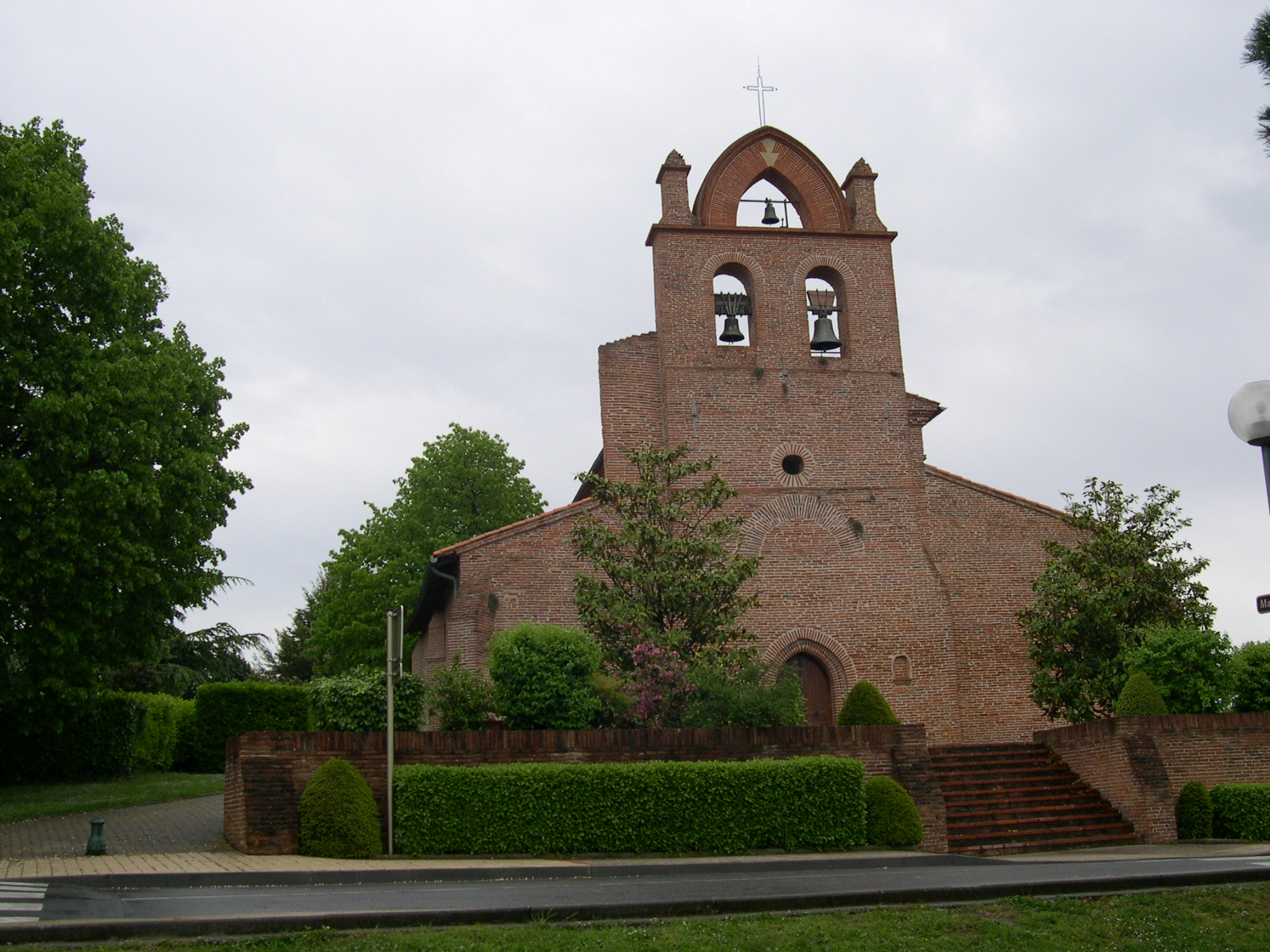
Церковь Св. Иоанна Крестителя
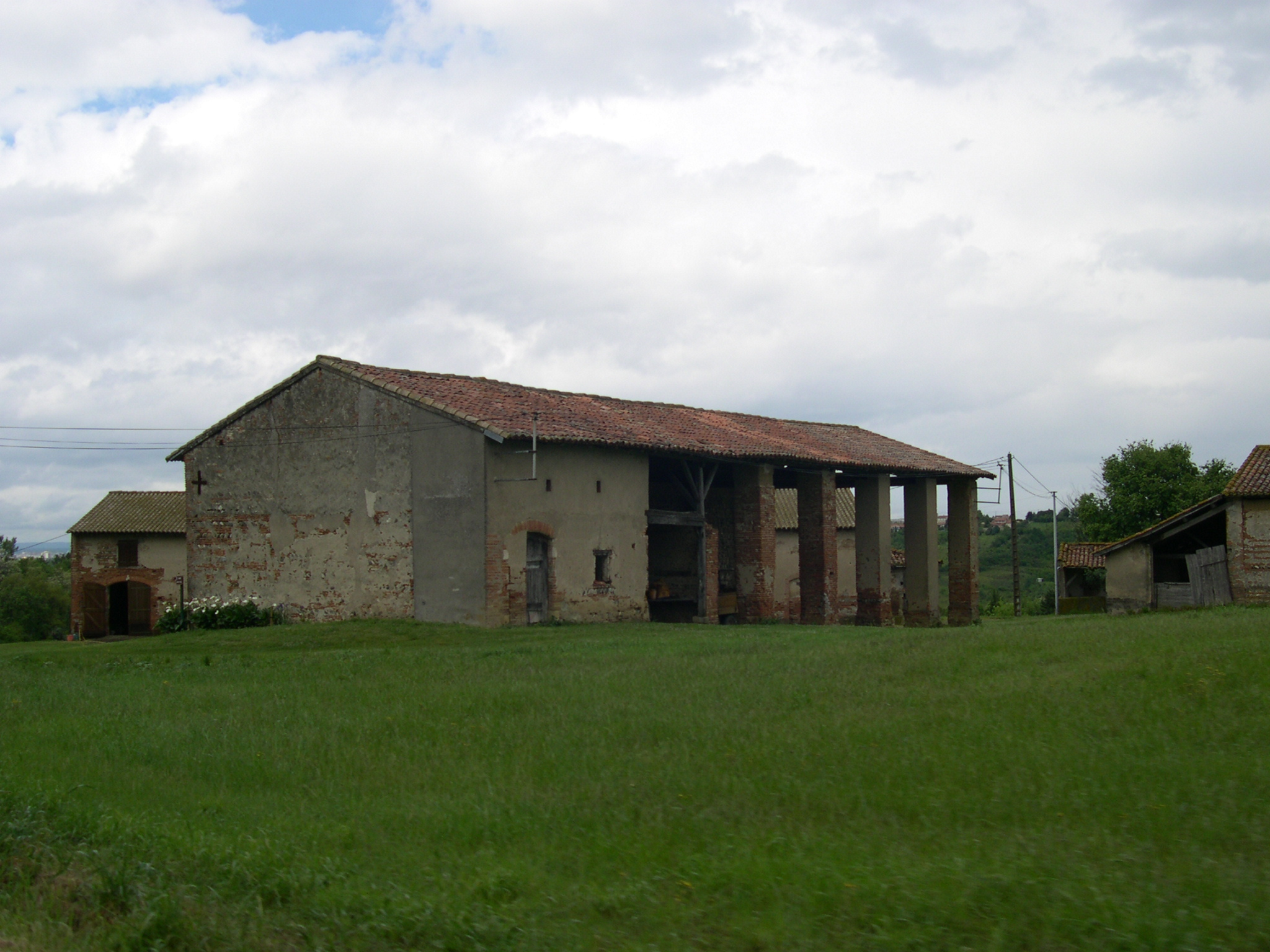
Овин
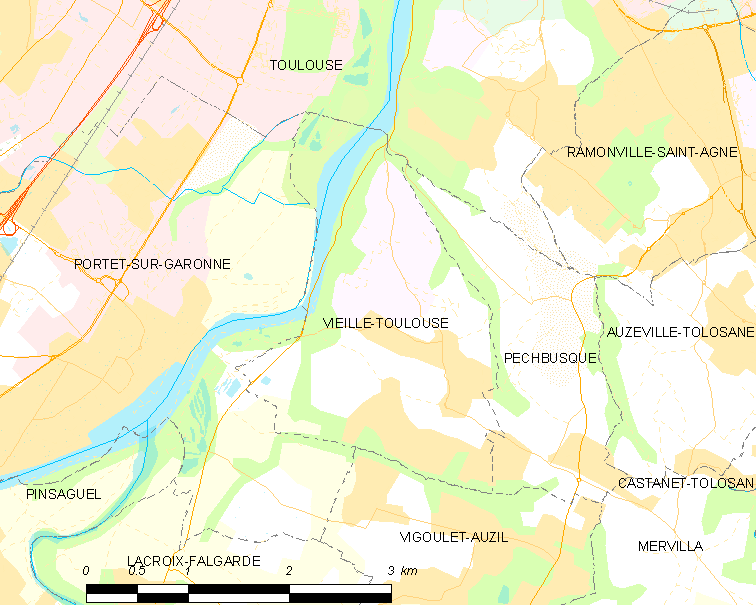
Карта коммуны